# Ma fille n'est pas un ange
Pour plus de détails, voir Fiche technique et Distribution.
Ma fille n'est pas un ange (Dear Brat) est un film américain réalisé par William A. Seiter, sorti en 1951. Il s'agit de la suite de Le Fiancé de ma fiancée et Le Démon du logis.

## Fiche technique
- Titre original : Dear Brat
- Titre français : Ma fille n'est pas un ange
- Réalisation : William A. Seiter
- Scénario : Devery Freeman (en)
- Photographie : John F. Seitz
- Musique : Van Cleave (en)
- Pays d'origine : États-Unis
- Format : Noir et blanc - 1,37:1
- Genre : comédie
- Durée : 82 minutes
- Date de sortie : 1951

## Distribution
- Mona Freeman : Miriam Wilkins
- Billy De Wolfe : Albert
- Edward Arnold : Sénateur Wilkins
- Lyle Bettger : Mr Baxter
- Mary Philips : Mrs Wilkins
- Natalie Wood : Pauline
- William Reynolds : Robbie
- Frank Cady : Creavy
- Lillian Randolph : Dora